# 天草信用金庫
天草信用金庫（あまくさしんようきんこ）は、熊本県天草市に本店を置く信用金庫。営業範囲は天草地域全体に及ぶ。通称「あましん」。

## 沿革
- 1949年4月12日 - 市街地信用組合法に基づき、本渡町信用組合として設立。
- 1953年4月1日 - 信用金庫法に基づき、「本渡信用金庫」となる。
- 1967年1月10日 - 「天草信用金庫」に改称。

## 営業地域
- 天草市・上天草市・天草郡苓北町・宇城市三角町（旧宇土郡三角町部分）
  - 宇城市が営業地区に含まれるが、支店は存在しない。即ち支店はすべて天草諸島の範囲にのみ存在する。
  - 倉岳町・御所浦町・龍ヶ岳町の指定金融機関であったが、倉岳町と御所浦町を含み合併した天草市、及び龍ヶ岳町を含み合併した上天草市の指定金融機関には選定されず、収納代理金融機関に留まった。（天草市は肥後銀行、上天草市はあまくさ農業協同組合を指定金融機関に選定）